# Stazione di Malnate Olona
Stazione di Malnate Olona 1939-ben bezárt vasútállomás Olaszországban, Lombardia régióban, Malnate településen.

## Vasútvonalak
Az állomást az alábbi vasútvonalak érintették:
- Valmorea-vasútvonal

## Kapcsolódó állomások
A vasútállomáshoz az alábbi állomások vannak a legközelebb:
- Stazione di Cantello
- Stazione di Bizzozzero-Gurone